# Alban Butler
Alban Butler (Northamptonshire, 13 de outubro de 1710 — Saint-Omer, 15 de maio de 1773) foi um padre católico e hagiógrafo inglês. Era o segundo filho de Simon Butler. Órfão aos oito anos, foi enviado pra ser educado no English College, situado em Douai, na França. Em 1735, foi ordenado padre. Em Douai, ele foi escolhido para ser professor de filosofia, e depois professor de teologia. Por lá, ele começou seu trabalho As Vidas dos Padres, Mártires e Outros Santos Principais. Ele também preparou material para as Memórias de Padres Missionários, de Richard Challoner, um trabalho sobre os mártires do reino da rainha Isabel.